# Sant Feliu de Bagergue
Sant Feliu de Bagergue és una església romànica del nucli de Bagergue, municipi de Naut Aran (Vall d'Aran), inclosa en l'Inventari del Patrimoni Arquitectònic de Catalunya. Es troba en un punt elevat de la població més enlairada de tota la Vall.
Es tracta d'una església d'origen romànic amb posteriors modificacions arquitectòniques. De l'època romànica conserva la nau de planta trapezoïdal, actualment coberta per un empostissat de fusta modern, i la portalada d'accés situada al mur de ponent, elements que corresponen a una fase avançada de l'època romànica (segle xiii). La portalada ubicada al mur de ponent està composta per tres arcs adovellats en degradació. que reposen sobre unes impostes que suggereixen la possibilitat que originàriament incorporessin columnes. L'arc de l'intradós està cobert per un guardapols format per peces decorades amb escacat. La presència a l'extrem de migdia del campanar fa que part de la caiguda dels arcs quedi solapada sota la torre del campanar. Posteriorment, als voltants del segle xvi es va suprimir l'absis original a favor d'un ample presbiteri quadrat, i s'afegiren dues capelles a banda i banda de la nau, a manera de transsepte. Un dels pocs elements decoratius dels murs exteriors és la presència a la part superior d'una cornisa escacada recolzada sobre unes mènsules sota les quals hi ha un fris amb arcuacions, sostinguts per permòdols amb representació escultòrica d'animals. El darrer afegit arquitectònic que s'observa és la sagristia situada a l'extrem del mur de migdia. El campanar és una construcció de l'any 1763 que s'assenta damunt d'una base quadrada al sud-oest que esdevé octogonal, amb sengles obertures a la part superior.
A l'interior es conserva una estela funerària tardoromana reconvertida en peu d'altar. Esculpida en baix relleu, representa una escena partida en dos parts: la superior, més reduïda en alçada, té esculpits dos símbols en forma de rosàcies, una de quatre fulles i l'altra de sis, inserits dins sengles cercles. La part inferior, de més alçada, representa un doble arc més ample a la clau que als arrencaments, seguint el model de l'arquitectura preromànica catalana. Les dues arcuacions es troben al centre sobre un capitell de formes senzilles.
Al Museu Frederic Marès de Barcelona es conserva una creu de fusta romànica procedent d'aquesta església i al MNAC de Barcelona se'n conserva una altra, de fusta romànica. A l'església es pot admirar una reproducció de l'original d'aquesta última, obra d'Agustí Masvidal i Salavert, així com un complet Via Crucis pintat a l'oli, obra del mateix autor.